# Equipo ascensor

El 1. FC Núremberg de Alemania es un ejemplo de equipo ascensor.

Un equipo ascensor es un equipo deportivo que asciende y desciende de categoría frecuentemente. 
La frase nace en Inglaterra, haciendo alusión a equipos de la Premier League con la expresión yo-yo club. En Alemania, el término equivalente es Fahrstuhlmannschaft, en Holanda el equivalente es Heen-en-weer club ("club vaivén").
En Inglaterra, la frase ha sido utilizada para describir a equipos como el Birmingham City (14), Leicester City (8), Crystal Palace (100), Portsmouth (1100), Southampton (98), Middlesbrough (91), Sunderland (6), Luton (8) y el West Bromwich Albion (8), entre otros.
Un ejemplo de club ascensor es el West Bromwich Albion, que durante la primera década del siglo XXI, ha sido promovido en cuatro ocasiones y tres veces relegado. Esto es visto por muchos como un resultado directo de las políticas propugnadas por el presidente de la institución, quien se ha negado a permitir que el club para pasar encima de sus posibilidades y ha insistido en la buena gestión financiera. Esto ha tendido a dejar el club en una situación de desventaja en la Liga Premier, cuando otros clubes de similar tamaño tienden a gastar más allá de sus medios, pero una posición de fuerza en la segunda división (Championship), debido a los pagos recibidos en paracaídas de descenso de la Premier league.

## Argentina
El Quilmes Atlético Club es el club que más descensos ha sufrido a lo largo de toda la historia del fútbol argentino con un total de 13 descensos. Asimismo, el Club Atlético Nueva Chicago, totaliza 22 movimientos de categoría entre la Primera, Segunda, Tercera y Cuarta división del fútbol argentino. Seguido por el Club Atlético San Martín de Tucumán, con 10 descensos contando todas las categorías del fútbol argentino.
A continuación se presentan los equipos que más ascensos y descensos le han sucedido entre la primera y la segunda división del fútbol argentino:
| Clubes                        | Movimientos | Ascensos | Descensos |
| ----------------------------- | ----------- | -------- | --------- |
| Quilmes                       | 26          | 13       | 13        |
| Banfield                      | 18          | 10       | 9         |
| Ferro Carril Oeste            | 15          | 7        | 8         |
| Chacarita Juniors             | 14          | 7        | 7         |
| Lanús                         | 13          | 7        | 6         |
| Tigre                         | 13          | 7        | 6         |
| Unión                         | 13          | 7        | 6         |
| Nueva Chicago                 | 12          | 6        | 6         |
| Club Atlético Rosario Central | 8           | 4        | 4         |

## España
A continuación se presentan los equipos que más ascensos y descensos le han sucedido entre la primera y la segunda división del fútbol español:
| Clubes                 | Movimientos | Ascensos | Descensos |
| ---------------------- | ----------- | -------- | --------- |
| Málaga C. F.           | 26          | 13       | 13        |
| Real Betis Balompié    | 23          | 12       | 11        |
| Deportivo de La Coruña | 22          | 11       | 11        |
| Real Murcia C. F.      | 22          | 11       | 11        |
| R. C. Celta de Vigo    | 21          | 11       | 10        |
| Real Valladolid        | 20          | 10       | 10        |
| Real Zaragoza          | 16          | 8        | 8         |

Durante muchos años el C. D. Alcoyano fue el equipo ascensor por excelencia. Club cuya afición conoció tres ascensos y otros tantos descensos entre las temporadas 1944-45 y 1950-51.
En la década de los 60 del siglo XX, el Deportivo de La Coruña enlazó siete años seguidos con cambios de categoría, entre 1962 y 1968.
En el actual siglo XXI, el Real Valladolid es el principal equipo ascensor del fútbol español: descensos a Segunda en 2004, 2010, 2014, 2021, 2023 y 2025; y ascensos a Primera en 2007, 2012, 2018, 2022 y 2024. Por tanto, los pucelanos ya acumulan cinco temporadas consecutivas con movimientos de categoría.

## Uruguay
A continuación se presentan los equipos que más ascensos y descensos le han sucedido entre la primera y la segunda división del fútbol uruguayo:
| Clubes          | Movimientos | Ascensos | Descensos |
| --------------- | ----------- | -------- | --------- |
| Central Español | 18          | 9        | 9         |
| Sud América     | 18          | 9        | 9         |
| Racing          | 18          | 9        | 9         |
| Fénix           | 18          | 9        | 9         |
| Rampla Jrs.     | 15          | 8        | 7         |
| Rentistas       | 13          | 6        | 7         |
| River Plate     | 13          | 7        | 6         |

## Italia
En Italia y en la Serie A, se llama "DISCENSORIS" a equipos que constantemente descienden a segunda, pero que a la vez ascienden cada 3 temporadas, ejemplos de estos serían la Sampdoria(9), Venezia Football Club(10), Siena(7), Carpi(6), Cagliari Calcio(7), El extinto Chievo Verona(8) etc. Aunque el equipo con más descensos y ascensos en general es el Brescia con 12.
| Clubes          | Movimientos | Ascensos | Descensos |
| --------------- | ----------- | -------- | --------- |
| Brescia         | 24          | 12       | 12        |
| Venezia         | 21          | 11       | 10        |
| Sampdoria       | 19          | 10       | 9         |
| Chievo Verona   | 16          | 8        | 8         |
| Cagliari Calcio | 15          | 8        | 7         |
| Siena           | 14          | 7        | 7         |
| Reggina         | 12          | 6        | 6         |
| Carpi           | 12          | 6        | 6         |